# Unterseeboot 369
Le Unterseeboot 369 (ou U-369) est un sous-marin allemand (U-Boot) de type VII.C utilisé par la Kriegsmarine (marine de guerre allemande) pendant la Seconde Guerre mondiale.

## Construction
L'U-369 est un sous-marin océanique de type VII C. Construit dans les chantiers de Flensburger Schiffbau-Gesellschaft à Flensbourg, la quille du U-369 est posée le 6 octobre 1942 et il est lancé le 15 août 1943. L'U-369 entre en service deux mois plus tard.

## Historique
Mis en service le 15 octobre 1943, l'Unterseeboot 369 suit sa période d'entraînement initial sous les ordres de l'Oberleutnant zur See Ludwig Schaafhausen à Gotenhafen, dans la 22. Unterseebootsflottille jusqu'au 28 février 1945 ; l'U-369 intègre une autre unité d'entrainement dans la 31. Unterseebootsflottille à Hambourg.
L'U-369 ne réalise aucune  patrouille de guerre, étant utilisé pour la formation et l'entrainement des membres d'équipage des U-Boote.
Le 1er septembre 1944, l'Oberleutnant zur See Ludwig Schaafhausen est promu au grade de Kapitänleutnant.
Le 15 avril 1945, l'Oberleutnant zur See Hans-Norbert Schunck prend le commandement de l'U-369.
Le 9 mai 1945, l'U-369 se rend aux forces alliées à Kristiansand-Süd.
Le 29 juin 1945, l'U-369 est convoyé de Kristiansand-Süd vers Scapa Flow en Écosse dans le cadre de l'opération alliée de destruction massive de la flotte d'U-Boote de la Kriegsmarine.
L'U-369 est coulé le 30 novembre 1945 à la position géographique de 55° 31′ N, 7° 27′ O.

## Affectations successives
- 22. Unterseebootsflottille à Gotenhafen du 15 octobre 1943 au 28 février 1945 (navire-école)
- 31. Unterseebootsflottille à Hambourg du 1er mars au 8 mai 1945 (entrainement)

## Commandement
- Oberleutnant zur See, puis Kapitänleutnant Ludwig Schaafhausen du 15 octobre 1943 à 15 avril 1945
- Oberleutnant zur See Hans-Norbert Schunck du 16 avril au 9 mai 1945

## Patrouilles
L'U-369 n'a pas effectué de patrouille étant utilisé à des fins de formations pour les membres d'équipage.

### Opérations Wolfpack
L'U-369 n'a pas opéré avec les Wolfpacks (meute de loups) durant sa carrière opérationnelle.

## Navires coulés
L'Unterseeboot 369 n'a ni coulé, ni endommagé de navire ennemi, n'ayant pas participé à de patrouille.

### Source et bibliographie
- (en) Cet article est partiellement ou en totalité issu de l’article de Wikipédia en anglais intitulé « German submarine U-369 » (voir la liste des auteurs).
- Chris Bishop, historien militaire (trad. de l'anglais par Christian Muguet), Les sous-marins de la Kriegsmarine : 1939-1945 : le guide d'identification des sous-marins [« The spellmount submarine identification guide : Kriegsmarine U-boats 1939-1945 »], Paris, Éd. de Lodi, 2008, 192 p. (ISBN 978-2-84690-327-1, OCLC 470721805, BNF 41298980)